# Hudblekning
Hudblekning  avser användningen av kemiska substanser för att försöka göra hudens ton ljusare eller jämnare genom att reducera koncentrationen av melanin i huden.  Flera kemikalier har visat sig vara effektiva för hudblekning medan vissa har visats vara giftiga vilket har lett till diskussioner kring användning av dem och vilken påverkan de har på vissa etniska grupper.

## Användning
Syftet med användningen av hudblekningsprodukter kan vara 
- att få en mer enhetlig ton genom att bleka födelsemärken eller, som i fall med vitiligo, att bleka icke påverkad hud
- att få en ljusare ton på delar av huden (som vid till exempel anusblekning, och intimblekning)
- att få en ljusare hudton över hela kroppen

## Marknad
Användning av hudblekningskrämer anses ha ökat det senaste decenniet (2015) och har börjat uppmärksammas som ett globalt hälsoproblem främst i  Afrika och Asien. Utöver Afrika och Asien säljs produkterna även på internet och oreglerat i Europa och Nordamerika.
Mellan 25 och 75 procent av alla kvinnor i länder som Mali, Nigeria, Senegal, Sydafrika, Togo, Taiwan, Malaysia, Filippinerna och Korea använder hudblekningsprodukter. Enligt en icke-vetenskaplig rapport är Indien den allra största marknaden där användandet hos kvinnor uppskattas till cirka 60 procent och hos män till upp emot 80 procent i vissa grupper. Enligt samma rapport uppskattas att 15 procent av jordens befolkning använder hudblekande produkter och industrin beräknas omsätta cirka 100 miljarder kronor år 2015 enbart i Asien.

## Innehåll
Vissa vanliga ingredienser är potentiellt hälsovådliga såsom starka kortikosteroider, hydrokinon (vilket är karcinogent) och kvicksilver. Samtidigt kan innehållsförteckningarna på produkterna vara osäkra och ofta helt felaktiga.